# Ernesto Mulato
Joaquim Lemos Ernesto Mulato (Bembe, 12 de Agosto de 1940) é um engenheiro, militar, internacionalista e político angolano. Foi deputado pela bancada parlamentar da União Nacional para a Independência Total de Angola (UNITA) de 2008 a 2022, partido do qual é membro desde a sua fundação, aos 13 de março de 1966.

## Formação académica e profissional
De 1950 a 1954 fez o ensino primário na Missão Católica da cidade do Uíge e na missão Católica da Vila de Salazar actual cidade de Nadalatando. De 1956 a 1960 frequentou o ensino secundário no Colégio das Beiras em Luanda.
Em 1960 partiu de Angola para Quinxassa, capital da República Democrática do Congo (RDC), para prosseguir com os seus estudos. Em 1963, através de uma bolsa de estudo do Departamento de Estado dos Estados Unidos, seguiu para os Estados Unidos onde fez o curso de admissão à Faculdade de Engenharia da Universidade de Temple, na cidade de Filadélfia, que deixou em 1966 para estudar no Instituto Politécnico da Universidade de Nova Iorque.
Em 1968, perdeu a bolsa de estudo do Departamento de Estado dos Estados Unidos em função das políticas anticomunistas macarthistas-hooveristas, sendo forçado a interromper a carreira estudantil nos Estados Unidos.
Em 1970, partiu para Londres, no Reino Unido, onde obteve uma bolsa de estudo através da organização religiosa Missão Evangélica do Dondi que tinha filiais no centro de Angola, tendo ingressado na Politécnica do Nordeste de Londres (parte actualmente da Universidade do Leste de Londres) e dado por concluído em 1975 os estudos superiores em engenharia civil.
Em 2013 concluiu o mestrado em relações internacionais na especialidade em resolução de conflitos (EUA).

## Carreira Política

### UPA/FNLA
Em 1960 quando escapou de Luanda numa altura em que era muito complicado emigrar, foi para Quinxassa, capital da República Democrática do Congo, onde foi recebido por Manuel Barros Sidney Necaca e Francisco Borralho Lulendo, que o apresentaram a Holden Roberto, então ainda somente um destacado líder anticolonial da Frente Nacional de Libertação de Angola (FNLA).
Foi em maio de 1961 que encontrou-se e conheceu Jonas Savimbi aquando da sua visita à Quinxassa, já como Secretário-Geral da UPA/FNLA.
Militou na UPA/FNLA até a sua saída com Savimbi e outros jovens em 1964, para a futura fundação da União Nacional para a Independência Total de Angola (UNITA), ocorrida em 1966.

### UNITA

#### Ocupações
Em 1966 torna-se secretário da Juventude Unida Revolucionária de Angola, a ala jovem da UNITA, e representante do partido nos Estados Unidos. É transferido em 1970 para atuar como representante da UNITA em Londres (Reino Unido).
Em 1975 torna-se director do Centro Administrativo Político da UNITA (CAP), com sede no Huambo (Angola), tornando-se, em 1976, Secretário Permanente do Bureau Político da UNITA.
Entre 1977 e 1982, torna-se representante da UNITA em Marrocos, além de coordenador da Administração Pública e Secretário para os Recursos Humanos.
Entre 1982 e 1986 foi Secretário da Cooperação Internacional da UNITA e de 1986 a 1990 foi secretário adjunto dos negócios estrangeiros da UNITA.
De 1990 até 1998 serviu como representante da UNITA na Alemanha e de 1998 a 2003 como representante da UNITA no Togo.
De 2003 a 2015 atuou como Vice-Presidente da UNITA, passando, no ínterim (2008) a ocupar uma cadeira como deputado na Assembleia Nacional e 3º Vice-Presidente da Assembleia Nacional funções que desempenhou até 2022.
De 2015 a 2019 serviu como conselheiro especial do presidente da UNITA Isaías Samakuva.
Desde 2019 é membro do Conselho da Presidência da UNITA e membro do Comité Permanente da Comissão Política.

## Condecorações
Graduação militar a patente de brigadeiro da Força Aérea Nacional de Angola e licenciado à reforma ao abrigo da Ordem nº008/02 do Comandante em Chefe das Forças Armadas Angolanas de 27 de julho de 2002.
Em 2005 foi galardoado com a "Ordem dos Antigos Combatentes" pelo Governo da República de Angola na pessoa do presidente José Eduardo dos Santos.

### Livro
Ernesto Joaquim Mulato seguiu o exemplo do seu amigo de longa data, o general José Samuel Chiwale, e publicou as suas memórias através do livro intitulado "Do Bembe a Luanda: Um percurso pela Democracia em Angola".